# Liste der KZ-Stammlager
Die Liste der KZ-Stammlager und Liste der KZ-Außenlager umfasst 24 Konzentrationslager in ihrer Eigenschaft als Hauptlager bzw. Stammlager, von dem aus zumeist KZ-Außenkommandos und KZ-Außenlager betrieben wurden. Insgesamt sind 1.154 Außenlager bekannt, die unter dem SS-Wirtschafts-Verwaltungshauptamt (WVHA) standen. Weitere Lagertypen waren im Dritten Reich und den besetzten Gebieten die Vernichtungslager, Sammel- und Durchgangslager, Ghettos sowie die frühen Konzentrationslager.
Das Arbeitslager Buna wurde im Dezember 1943 in Arbeitslager Monowitz umbenannt und erhielt im November 1944 als Konzentrationslager Monowitz eine gewisse Eigenständigkeit in dem Lagerkomplex Auschwitz.

## Liste
| Stammlager                           | Staat           | Außenlager       | Anzahl | Gedenkstätte(n)                                           |
| ------------------------------------ | --------------- | ---------------- | ------ | --------------------------------------------------------- |
| KZ Arbeitsdorf                       | Deutsches Reich | –                | –      | –                                                         |
| KZ Bergen-Belsen                     | Deutsches Reich | Liste Außenlager | 3      | Dokumentationszentrum KZ Bergen-Belsen                    |
| KZ Buchenwald                        | Deutsches Reich | Liste Außenlager | 136    | KZ-Gedenkstätte Buchenwald                                |
| KZ Dachau                            | Deutsches Reich | Liste Außenlager | 152    | KZ-Gedenkstätte Dachau                                    |
| KZ Flossenbürg                       | Deutsches Reich | Liste Außenlager | 83     | KZ-Gedenkstätte Flossenbürg                               |
| KZ Groß-Rosen                        | Deutsches Reich | Liste Außenlager | 100    |                                                           |
| SS-Sonderlager Hinzert               | Deutsches Reich | Liste Außenlager | 29     | Dokumentations- und Begegnungshaus SS-Sonderlager Hinzert |
| KZ Mittelbau-Dora                    | Deutsches Reich | Liste Außenlager | 39     | KZ-Gedenkstätte Mittelbau-Dora                            |
| KZ Mauthausen                        | Deutsches Reich | Liste Außenlager | 45     | siehe Stammlager                                          |
| KZ Neuengamme                        | Deutsches Reich | Liste Außenlager | 83     | KZ-Gedenkstätte Neuengamme                                |
| KZ Ravensbrück                       | Deutsches Reich | Liste Außenlager | 31     | Mahn- und Gedenkstätte Ravensbrück                        |
| KZ Sachsenhausen                     | Deutsches Reich | Liste Außenlager | 85     | Gedenkstätte und Museum Sachsenhausen                     |
| KZ Niederhagen-Wewelsburg            | Deutsches Reich | –                | –      | –                                                         |
| KZ Stutthof                          | Deutsches Reich | Liste Außenlager | 210    | Gedenkstätte und Museum KZ Stutthof                       |
| KZ Auschwitz I                       | Polen           | Liste Außenlager | 47     | Staatliches Museum Auschwitz-Birkenau                     |
| KZ Auschwitz-Monowitz (ab Nov. 1944) | Polen           |                  |        |                                                           |
| KZ Majdanek                          | Polen           | Liste Außenlager | 6      | Gedenkstätte und staatliches Museum KZ Majdanek           |
| KZ Warschau                          | Polen           | –                | –      |                                                           |
| KZ Plaszow                           | Polen           | Liste Außenlager | 6      |                                                           |
| KZ Vaivara                           | Estland         | Liste Außenlager | 21     |                                                           |
| KZ Kauen                             | Litauen         | Liste Außenlager | 17     | Gedenkstätte Fort IX mit Museum und Mahnmal               |
| KZ Riga-Kaiserwald                   | Lettland        | Liste Außenlager | 16     | Denkmal                                                   |
| KZ Natzweiler-Struthof               | Frankreich      | Liste Außenlager | 52     | KZ-Gedenkstätte Natzweiler-Struthof                       |
| KZ Herzogenbusch                     | Niederlande     | Liste Außenlager | 13     | KZ-Gedenkstätte Herzogenbusch                             |